# Hornkolibri
Hornkolibri (Heliactin bilophus) är en fågel i familjen kolibrier.

## Utbredning och systematik
Arten är den enda i släktet Heliactin. Den förekommer i inre östra Brasilien och angränsande områden i östra Bolivia, samt en isolerad population i allra sydligaste Surinam och norra Brasilien.
Hornkolibrins habitat är skog, cerrado, gräsmarker och galleriskog.

## Status och hot
Arten har ett stort utbredningsområde, men tros minska i antal, dock inte tillräckligt kraftigt för att den ska betraktas som hotad. Internationella naturvårdsunionen IUCN listar arten som livskraftig (LC).